# یواس‌اس پرومتئوس (ای‌آر-۳)
یواس‌اس پرومتئوس (ای‌آر-۳) (به انگلیسی: USS Prometheus (AR-3)) یک کشتی بود که طول آن ۴۶۶ فوت ۴ اینچ (۱۴۲٫۱۴ متر) بود. این کشتی در سال ۱۹۰۸ ساخته شد.